# Portada/efemèride maig 23
Santa Maria de Badalona
« 22 de maig · 23 de maig · 24 de maig »